# Multhöpen
Multhöpen ist ein Ortsteil des Fleckens Aerzen im Landkreis Hameln-Pyrmont in Niedersachsen.

## Geographie
Das Dorf liegt drei Kilometer nördlich von Aerzen und sechs Kilometer südwestlich von Hameln an der K 30. Einen Kilometer südlich liegt Schloss Schwöbber.
Naturdenkmale
→ Siehe: Liste der Naturdenkmale in Aerzen

## Geschichte
Ursprünglich gehörte Multhöpen zum Amt Aerzen, welches 1823 in das Amt Hameln überging.

### Einwohnerentwicklung
- 1910: 165 Einwohner (am 1.12.)[3]
- 1925: 142 Einwohner[4]
- 1933: 148 Einwohner[4]
- 1939: 134 Einwohner[4]
- 1950: 265 Einwohner (am 13.9.)[1]
- 1956: 199 Einwohner (am 25.9.)[1]

### Eingemeindungen
Durch die Gebietsreform wurde die bis dahin selbständige Gemeinde Multhöpen am 1. Januar 1973 in den Flecken Aerzen eingemeindet.